# Ion Pelivan
Ion Gheorghe Pelivan (n. 1 aprilie 1876, Răzeni, Imperiul Rus – d. 25 ianuarie 1954, Sighet) a fost un militant de vază al mișcării de eliberare națională din Basarabia, om politic, publicist, apărător și promotor al limbii române, animator al vieții culturale. A fost Director general responsabil pentru afacerile străine (Ministru de Externe) în RD Moldovenească în Consiliul Directorilor Generali ai Basarabiei.

## Biografie
Ion Gheorghe Pelivan s-a născut la data de 1 aprilie 1876 în satul Răzeni (pe atunci județul Lăpușna, acum raionul Ialoveni). A absolvit Seminarul Teologic din Chișinău (1898) și Universitatea din Dorpat, Facultatea de Drept (1903).
Personalitate politică importantă, a dus o activitate febrilă împotriva rusificării Basarabiei de către imperiul țarist. A fost locțiitor de judecător al orașului Bălți și creatorul primei grupări naționale din acest oraș, iar mai târziu a fost deținut politic.
S-a stins din viață în închisoarea Sighet la 25 ianuarie 1954. Datorită activității sale, județul Bălți a fost primul județ din Basarabia, care în 1918 s-a pronunțat pentru Unirea Basarabiei cu România.
În  onoarea sa a fost denumită o stradă din sectorul Buiucani din Chișinău. De asemenea și liceul teoretic din satul Răzeni, raionul Ialoveni, îi poartă numele lui Ion Pelivan.
De asemenea, există o localitate numită în onoarea sa: satul Pelivan, raionul Orhei, Republica Moldova.